# Wilhelm Trabert

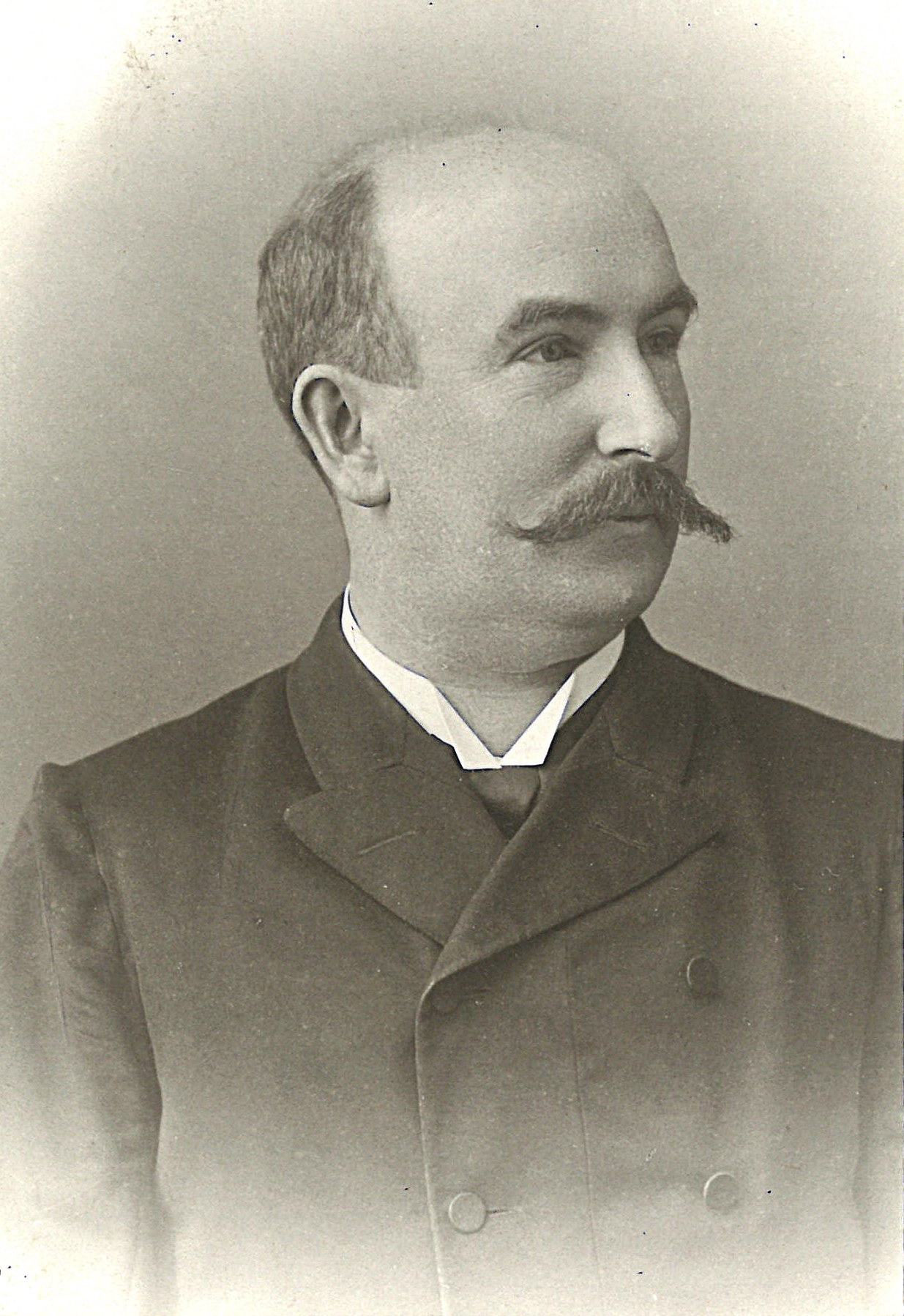
Wilhelm Trabert, aufgenommen um 1902 für ein Fakultätsfotoalbum der Universität Innsbruck

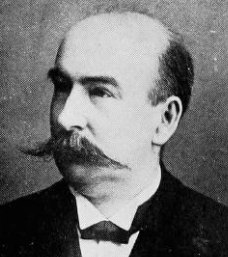
Wilhelm Trabert

Wilhelm Trabert (* 17. September 1863 in Frankenberg (Eder); † 24. Februar 1921 in Wien) war Meteorologe an den Universitäten Innsbruck und Wien und Direktor der Wiener Zentralanstalt für Meteorologie und Geodynamik.

## Leben
Trabert war ein Sohn des Juristen und Schriftstellers Adam Trabert. Nach seiner Schulausbildung in Frankenberg und Wien studierte er in Wien. 1889 war er Volontär an der Wiener Sternwarte. Ab dem 1. Dezember 1890 war er Assistent an der Wiener meteorologischen Zentralanstalt und habilitierte 1893 an der Wiener Universität. Seit dem 1. Oktober 1902 war er ordentlicher Professor an der Universität Innsbruck und vom 1. Mai 1908 bis zum 1. Juli 1915 Professor in Wien und Direktor der Wiener Zentralanstalt für Meteorologie und Geodynamik. Am 8. Juli 1901 (Matrikel-Nr. 3147) wurde er zum Mitglied der Leopoldina gewählt.
Trabert galt als ausgezeichneter Lehrer. Am 23. August 1914 wurde er zum Hofrat ernannt.
1924 wurde die Trabertgasse in Wien-Hietzing nach ihm benannt.

## Schriften
- Meteorologie. 1896, 2. Aufl. 1904 (Archive), 3. Auflage 1912, 4. Aufl. 1916, 5. Aufl. 1929
- Meteorologie und Klimatologie. Franz Deuticke, Leipzig und Wien 1905 (Archive)
- Lehrbuch der kosmischen Physik. B. G. Teubner, Leipzig und Berlin 1911 (Archive)